# Willis Carto
Willis Allison Carto, né le 17 juillet 1926 à Fort Wayne et mort le 26 octobre 2015 en Virginie, est un militant politique américain d'extrême droite, qui se présente comme « jeffersonien » et populiste.
Particulièrement influencé par la pensée de Francis Parker Yockey, il fonde l'organisation Liberty Lobby dans les années 1950. Il tient également un rôle dans la diffusion des idées négationnistes. Il est rédacteur et un des fondateurs de l'American Free Press.
Pour les militants de l'Anti-Defamation League (ADL), Carto est un antisémite et un néonazi.
Carto était connu comme un théoricien racial politique à travers le Liberty Lobby et les organisations successives qu'il a aidé à créer. Carto dirigeait un groupe soutenant la campagne présidentielle de 1968 du ségrégationniste George Wallace, qui constituait la base de la National Youth Alliance, qui promouvait la philosophie politique de Francis Parker Yockey. Carto a aidé à fonder le Parti populiste, qui a servi de véhicule électoral pour le groupe suprémaciste blanc et les membres du Ku Klux Klan, tels que David Duke en 1988 et le partisan de l'Identité chrétienne, Bo Gritz, en 1992. Carto dirigeait le journal American Free Press qui publie des propos antisémites, des livres et des chroniques de Joe Sobran, James Traficant, Paul Craig Roberts et autres. L'organisation promeut les théories du complot du 11 septembre. Les nombreux autres projets de Carto comprenaient l'Institut de révision historique, qui promeut la négation de l'Holocauste.

## Jeunesse
Willis Carto est né à Fort Wayne, dans l'Indiana. Il a servi aux Philippines pendant la Seconde Guerre mondiale et a gagné le Purple Heart. Après avoir quitté l'armée, il a vécu avec ses parents à Mansfield, Ohio. Il a suivi au moins quelques cours à la faculté de droit de l'Université de Cincinnati. Il a ensuite travaillé pour Procter & Gamble et a déménagé vers l'ouest à San Francisco, en Californie, où il a travaillé pour la Household Finance Company.

## Influences
Willis Carto était un fidèle lecteur des écrits de Francis Parker Yockey. Yockey a promu le nationalisme révolutionnaire, il eut des critiques sévères envers une "influence des Juifs", soutenait des causes nationalistes européennes et a travaillé avec le Bund germano-américain et l'Alliance nationale germano-américaine. Yockey a reçu la visite de Carto en prison pour possession de passeports falsifiés. Le livre de Yockey, Imperium: La philosophie de l'histoire et de la politique, a été adopté par Carto comme sa propre idéologie directrice.
Plus tard, Carto définirait son idéologie comme jeffersonienne et populiste, en particulier dans le livre de Carto de 1982, Profiles in Populism. Ce livre présentait des profils sympathiques de plusieurs personnalités politiques américaines, dont Thomas Jefferson et Andrew Jackson, Henry Ford, ainsi que le prêtre catholique Charles Coughlin qui a utilisé la radio pour publier des commentaires à l'appui des politiques d'Adolf Hitler et Benito Mussolini.

## Liberty Lobby et journalisme
En 1955, Carto a fondé une organisation appelée Liberty Lobby, qui est restée sous son contrôle jusqu'en 2001, lorsque l'organisation a été mise en faillite à la suite d'un procès. Liberty Lobby a publié le journal Spotlight entre 1975 et 2001.
Carto et plusieurs membres du personnel et écrivains de Spotlight ont par la suite fondé un nouveau journal appelé l'American Free Press. Le document comprend des articles de chroniqueurs syndiqués qui n'ont aucun lien direct avec Carto ou ses organisations.
En 1966, Carto a acquis le contrôle de l'American Mercury via l'organisation Legion for the Survival of Freedom. Il a été publié jusqu'en 1980.

## Activisme politique
Carto dirigeait un groupe appelé "Youth for George Wallace" pour aider la campagne présidentielle de George Wallace en 1968. Lorsque la campagne a échoué, il a converti ce qui restait de l'organisation Youth for George Wallace en National Youth Alliance. En tant que président national de ce groupe, Carto réussit à recruter William Luther Pierce, qui devint plus tard connu pour avoir écrit The Turner Diaries. Carto a finalement perdu le contrôle de la National Youth Alliance au profit de Pierce qui l'a transformée en National Alliance, une organisation politique nationaliste blanche et séparatiste blanche.
Le 10 septembre 1971, le magazine conservateur National Review a publié une critique détaillée des activités de Carto jusque-là. Il était intitulé "Liberty Lobby - Willis Carto and his Fronts."

## Parti populiste
En 1984, Carto a participé à la création d'un nouveau parti politique appelé le Parti populiste. Il est rapidement tombé de ses mains lors d'une prise de contrôle hostile par d'anciens associés mécontents. Les critiques ont affirmé que ce Parti populiste n'était guère plus qu'un véhicule électoral pour les membres actuels et anciens du Ku Klux Klan et de l'Identité chrétienne. L'athlète olympique Bob Richards (1984), David Duke (fondateur des Chevaliers du Ku Klux Klan et futur représentant de l'État de Louisiane, 1988) et l'ancien béret vert Bo Gritz (1992) étaient les trois seuls candidats à la présidence du Parti populiste. Il s'est plié avant de pouvoir désigner un candidat pour les élections de 1996.

## Dans les médias
Le Liberty Lobby de Carto a acquis le Sun Radio Network en décembre 1989 et a tenté d'utiliser la radio parlée comme véhicule pour exprimer ses opinions. Ce fut finalement un échec financier. Le Liberty Lobby et American Free Press ont également parrainé le talk-show de Radio Free America. Carto a également formé la Fondation pour défendre le premier amendement, l'un des nombreux organismes à but non lucratif que Carto utilisait pour distribuer de l'argent à des individus et des groupes partageant les mêmes idées,. Carto a également publié dans la Barnes Review de 1994.
En 2004, Carto s'est joint à la signature du protocole de la Nouvelle-Orléans au nom de l'American Free Press. Le Protocole de la Nouvelle-Orléans cherche à "intégrer notre cause" en réduisant la guerre intestine. Il a été signé par David Duke.
Carto a également été présenté en tant qu'invité sur The Political Cesspool, qui, selon sa déclaration de principes, représente "une philosophie pro-blanche". Il a pris la parole lors de réunions menées par le pasteur Thomas Robb, un éminent leader du Ku Klux Klan et défenseur de l'Identité chrétienne et en 2015 a participé à la cérémonie d'inauguration du Christian Revival Research and Development Center construit sur le complexe de Robb en Arkansas, avec Edward Fields et le suprémaciste blanc canadien Paul Fromm.
En 2007, Carto a condamné les "maniaques génocidaires comme le vice-président Cheney et le commentateur Bill O'Reilly" dans leur soutien à l'attaque de l'administration Bush contre l'Irak. Carto a défendu l'Irak comme "un pays hautement civilisé, indépendant et stable avec 6 000 ans de fière histoire", où plus de "800 000 hommes, femmes et enfants innocents ont été tués et au moins un million de blessés, un nombre incalculable de maisons ont été démolies, des routes ont explosé, des bâtiments détruits. Carto a averti que "maintenant les escrocs poussent l'Amérique à attaquer l'Iran" et a condamné "les cris de guerre des lâches des néocons d'Israel First" qui exigent littéralement la guerre contre l'Iran". Il a exprimé la crainte que les bombes américaines ne tuent suffisamment d'Iraniens pour qu'Israël "établisse un contrôle sur l'ensemble du théâtre et que ceux qui y vivent actuellement deviennent des serfs juifs - comme les Palestiniens". Ses médias ont soutenu le candidat à la présidence et le membre du Congrès Ron Paul.

## Décès
Carto est décédé le 26 octobre 2015 à l'âge de 89 ans, apparemment d'un arrêt cardiaque. En février 2016, il a été enterré au cimetière national d'Arlington. Le pasteur d'extrême droite et nationaliste blanc Thomas A. Robb a présidé les funérailles.